# Himalphalangium
Genre
Himalphalangium est un genre d'opilions eupnois de la famille des Phalangiidae.

## Distribution
Les espèces de genre se rencontrent en Asie.

## Liste des espèces
Selon World Catalogue of Opiliones (29/04/2021) :
- Himalphalangium curvatum Martens, 2018
- Himalphalangium dolpoense Martens, 1973
- Himalphalangium nepalense (Suzuki, 1970)
- Himalphalangium palpale (Roewer, 1956)
- Himalphalangium spinulatum (Roewer, 1911)
- Himalphalangium suzukii Martens, 1973
- Himalphalangium unistriatum Martens, 1973

## Publication originale
- Martens, 1973 : « Opiliones aus dem Nepal-Himalaya. II. Phalangiidae und Sclerosomatidae (Arachnida). » Senckenbergiana biologica, vol. 54, p. 181–217.